# Tomáš Macháč
Tomáš Macháč (n. 13 octombrie 2000, Beroun⁠(d), Boemia Centrală, Cehia) este un jucător profesionist de tenis ceh. Cea mai bună clasare a sa la simplu este locul 20 mondial, în martie 2025, și la dublu, locul 46 mondial, în septembrie 2024. În prezent, el este numărul 1 în Cehia.

## Cariera profesională

### 2024-2025: Aur la dublu mixt, primul titlu ATP, top 20
În ianuarie 2024, s-a calificat la Brisbane International 2024 și l-a învins pe Tomás Martín Etcheverry, al șaptelea favorit, pentru prima sa victorie ATP din acest sezon. De asemenea, a înregistrat victorii la Australian Open 2024 în fața lucky loserului Shintaro Mochizuki și a lui Frances Tiafoe, cap de serie numărul 17, pentru prima sa victorie în top 20, ajungând pentru prima dată în runda a treia la un turneu major. La dublu, la debutul său, a ajuns în sferturile de finală împreună cu Zhang Zhizhen, fără să fi câștigat niciodată un meci de dublu la un turneu Major, eliminându-i pe campionii din 2020 și favoriții numărul trei, Rajeev Ram și Joe Salisbury. Apoi a ajuns în semifinale învingându-i pe Ariel Behar și Adam Pavlásek.
La Indian Wells Masters 2024, l-a învins pe Stan Wawrinka în prima rundă, înainte de a pierde în fața lui Adrian Mannarino, cap de serie numărul 21. La Miami Open 2024 a ajuns pentru prima dată în runda a treia a unui Masters 1000, învingându-l pe Darwin Blanch, un wildcard local debutant la ATP, și apoi pe Andrei Rubliov, pentru prima sa victorie în top 10. L-a învins pe Andy Murray într-un meci de trei ore și jumătate pentru a ajunge pentru prima dată în carieră în runda a patra a unui Masters. A făcut un pas mai departe pentru a ajunge în primul său sfert de finală de Masters 1000, după ce nu trecuse niciodată de runda a doua la acest nivel, învingându-l pe Matteo Arnaldi. Ca urmare, a ajuns în top 50 în clasament la 1 aprilie 2024, pe locul 43 mondial. A ajuns în prima sa semifinală ATP la Geneva Open 2024, cu o victorie în fața lui Alex Michelsen. În semifinale, l-a învins pe Novak Djokovic și a ajuns în prima sa finală de simplu la nivel de circuit ATP. A pierdut în fața celui de-al doilea favorit și dublu campion la Geneva, Casper Ruud, în două seturi. Ca urmare, a ajuns pe locul 35 în clasament la 27 mai 2024.
La Jocurile Olimpice de la Paris din 2024 a câștigat medalia de aur la dublu mixt cu partenera sa de dublu Kateřina Siniaková.  La același turneu, a ajuns și în faza semifinalelor pentru medalia de bronz la dublu masculin cu Adam Pavlásek, dar a pierdut în fața americanilor Taylor Fritz și Tommy Paul.
La US Open, a ajuns în runda a treia pentru prima dată la acest Grand Slam și pentru a treia oară într-un turneu major în timpul sezonului, învingându-l pe Fabio Fognini și învingându-l pe Sebastian Korda, cap de serie numărul 16, ambii în seturi directe. L-a învins pe David Goffin pentru a ajunge în runda a patra pentru prima dată în carieră.. La Japan Open 2024, a ajuns în a doua semifinală ATP din carieră, învingându-i pe Alexei Popyrin, pe Tommy Paul, cap de serie numărul cinci, și pe Alex Michelsen. La Mastersul de la Shanghai 2024, a ajuns în prima sa semifinală ATP 1000, învingându-i pe parcurs pe Tommy Paul, cap de serie numărul 11 și pe Carlos Alcaraz, numărul 2 mondial, a doua sa victorie în fața unui adversar din Top 5 (după Djokovic în SF-ul de la Geneva). Ca urmare, a ajuns în top 25 în clasamentul de simplu și a devenit jucătorul ceh nr. 1.
Machac a ajuns în top 20 în clasamentul de simplu la 3 martie 2025, după ce a câștigat primul său titlu ATP și primul la nivel de 500 la Abierto Mexicano Telcel 2025, cu o victorie asupra lui Alejandro Davidovici Fokina în finală. 